# Estatuto del Supremo Poder Ejecutivo de Argentina de 1813
El Estatuto del Supremo Poder Ejecutivo fue un instrumento legal aprobado por la Asamblea General Constituyente de las Provincias Unidas del Río de la Plata en su sesión del 27 de febrero de 1813, mediante el cual se organizó el Poder Ejecutivo y se fijaron sus facultades. El 22 de enero de 1814 la Asamblea modificó el Estatuto y reemplazó al Triunvirato por un Directorio unipersonal acompañado por un Consejo de Estado.

## Origen del Estatuto
El 22 de noviembre de 1811 el Triunvirato, uno de los órganos que gobernaba en Buenos Aires, sancionó el Estatuto Provisional  en reemplazo del  Reglamento que había sido aprobado el 22 de octubre del mismo año por la Junta Conservadora de los derechos de Fernando VII y que nunca tuvo aplicación. Al mismo tiempo el Triunvirato dispuso la disolución de la referida Junta Conservadora.
Este Triunvirato gobernó hasta que un movimiento cívico militar  producido el 8 de octubre de 1812 provocó su cese y la convocatoria a una asamblea general que designó como reemplazantes a Juan José Paso, Nicolás Rodríguez Peña y Antonio Álvarez Jonte que pasaron a integrar el llamado Segundo Triunvirato. Una de las medidas de los nuevos titulares del Poder Ejecutivo fue la convocatoria a una Asamblea General Constituyente que representase a los pueblos recién emancipados y que definiese el sistema institucional de las Provincias Unidas del Río de la Plata. Aunque no logró contar con algunos representantes del interior, esta Asamblea se inauguró el 31 de enero de 1813 y el 27 de febrero de 1813 aprobó el Estatuto del Supremo Poder Ejecutivo disponiendo que el mismo regiría hasta la aprobación de una nueva Constitución.

## Normas del nuevo Estatuto

### Integración del Poder Ejecutivo
El Poder Ejecutivo seguiría integrado por tres personas y cada seis meses se produciría su alternancia,  empezando por el menos antiguo según el orden de sus nombramientos, oportunidad en que la Asamblea Constituyente nombrará al que deba sustituir al saliente.
La presidencia turnará cada mes por el orden de su mayor antigüedad. En caso de ausencia o impedimento de alguno de sus integrantes que no exceda de seis días, los dos restantes resolverán los asuntos y, en caso de discordia, la dirimirá el secretario más antiguo. Si la ausencia excede de los seis días, la Asamblea nombrará al reemplazante.

### Garantías y limitaciones
El Estatuto prohibió que los integrantes del Triunvirato salieran en expediciones militares u otra comisión sin la autorización de la Asamblea General Constituyente, estableció que son inviolables y sólo serán juzgados o removidos por la Asamblea General Constituyente en el caso de traición, cohecho, malversación en los caudales del estado o violación de sus soberanos decretos. Disfrutarán de una retribución que designará la ley.

### Facultades administrativas
El P.E. debe hacer ejecutar las leyes y decretos, gobernar el Estado y aprobar los Reglamentos y Ordenanzas que crea convenientes para ello. Administra las rentas del Estado y ejerce la superintendencia de las fábricas de moneda.
Puede proponer proyectos a la Asamblea Constituyente, incitar a la reunión de la misma, si tuviere levantadas sus sesiones, dirigiéndose al efecto a la Comisión que quede autorizada para convocarla.

### Facultades en materia militar
El P.E. manda al Ejército, Armada y milicias nacionales y provee a la seguridad interior y defensa exterior

### Designación de magistrados y funcionarios
Nombra los embajadores y cónsules, los jueces criminales y civiles, menos los del Supremo Poder Judiciario; los generales, los secretarios de Estado, los oficiales del Ejército y milicias nacionales y demás empleados; presenta a los obispos y prebendas de todas las iglesias del Estado. 

### Las relaciones exteriores
El P.E. recibe a los embajadores, ministros públicos o enviados de cualquier clase, mantiene las relaciones exteriores, conduce las negociaciones y hace estipulaciones preliminares, firma y concluye los tratados de paz, alianza y comercio; los de tregua, neutralidad y otras convenciones. Por otra parte, las declaraciones de guerra, tratados de paz, alianza y comercio deben ser propuestas, discutidas y decretadas por la Asamblea Constituyente.

### Facultades en caso de emergencia
En caso de invasión o inminente peligro de ella, de sublevación u otro atentado grave contra la seguridad del Estado, el P.E. puede suspender el decreto de seguridad individual, dando cuenta a la Asamblea General Constituyente de la innovación expresada dentro del término de veinticuatro horas.

### Facultades judiciales
Podrá confirmar o revocar con arreglo a la Ordenanza, en último grado, las sentencias dadas contra militares por los Consejos de Guerra. Podrá asimismo conocer y sentenciar por las leyes todas las causas civiles y criminales de todos los empleados, menos los del Supremo Poder Judicial, suspendiéndolos y privándolos de los empleos en los casos necesarios y con arreglo a las leyes.

## Modificación posterior del Poder Ejecutivo

### Creación del Directorio
El 22 de enero de 1814 la Asamblea dispuso modificar el Estatuto y sustituir al Triunvirato por un funcionario que con el nombre de Director Supremo de las Provincias Unidas tendría todas las facultades de aquel.
Se establece que tendrá el tratamiento de Excelencia y la escolta competente, llevará una banda bicolor, blanca al centro, y azul a los costados, terminada en una borla de oro, residirá en la Fortaleza de Buenos Aires, recibirá una retribución y durará dos años en el cargo. En caso de que por enfermedad el Supremo Director no pueda  desempeñar sus funciones, será suplido por el presidente del Consejo con las mismas facultades y en caso de muerte, renuncia o absoluta imposibilidad para continuar en el Gobierno, la Asamblea designará nuevo del Supremo Director.

### Creación del Consejo de Estado
En la misma resolución del 22 de febrero la Asamblea creó un Consejo de Estado compuesto de nueve vocales, incluidos el presidente y Secretario, facultándose al Supremo Director para que pueda ampliarlo con dos miembros más. El Presidente del Consejo lo nombra el Poder Legislativo o sea la Asamblea General y los otros miembros son designados por el director Supremo. Todos duran dos años en su mandato y pueden ser reelegidos.
El  Consejo emite dictamen sobre los asuntos que le proponga el Supremo Director y remite al mismo aquellos proyectos que concibiere de utilidad y conveniencia del Estado. Será obligatorio para el director Supremo consultar al Consejo sobre las negociaciones que hubiere entablado de paz, guerra y comercio con las Cortes extranjeras.
El Consejo se reunirá dos días a la semana, o más si fueren convocados por el Supremo Director, o lo exigiere la urgencia de los negocios. Las deliberaciones requieren la presencia de cinco miembros y serán dirigidas las deliberaciones por el presidente. El Consejo tendrá el tratamiento de Señoría y sus integrantes el de “Vuestra merced don…”. En las asistencias públicas acompañará al Supremo Director con prelación a las demás autoridades.
Los consejeros percibirán una remuneración y no  podrán ausentarse a distancia de cinco leguas sin licencia del Supremo Director, ni a menos sin aviso al Presidente.